# Психопластоген
Психопластогены (Термин происходит от греческих корней psych (разум), plast (формируемый) и gen (производящий) - это относительно новый класс быстродействующих терапевтических средств, способствующих структурной и функциональной нейронной пластичности.
Данные препараты оказывают быстрое и устойчивое воздействие на структуру и функцию нейронов, терапевтическая польза проявляется уже после одного приема, в отличие от традиционных методов лечения, нейропластогены (что является синонимом психопластогенов)нацелены на восстановление функций мозга, а не на устранение симптомов. Исключительной особенностью психопластогенов является их способность воздействовать на мозг уже в течение суток и сохранять положительные изменения после единичного приема.Чтобы быть классифицированным как психопластоген, соединение должно производить измеримое изменение пластичности (например, изменения роста нейрита, плотности дендритного шипика, количества синапсов, внутренней возбудимости и т. д.) в течение короткого периода времени (обычно 24-72 часа) после однократного введения.
Психопластогенные соединения включают психоделики, кетамин, псилоцибин и несколько других недавно открытых быстродействующих антидепрессантов. Их использование в психиатрии представляет собой смену парадигмы в подходе к лечению заболеваний головного мозга, поскольку исследователи меньше концентрируются на устранении «химического дисбаланса» и больше внимания уделяют достижению избирательной модуляции нейронных цепей.
Открытие того, что кетамин - диссоциативный анестетик - вызывает быстродействующие и относительно длительные антидепрессантные эффекты, оказало глубокое влияние на психиатрию и представляет собой один из самых важных результатов в этой области за последние годы. Кетамин способствует росту дендритных шипов (богатые актином выросты дендрита, являющиеся основой синаптического контакта нейронов, в основном глутаматергических) и образованию синапсов в ПФК в течение 24 часов после приема, период времени, который коррелирует с его антидепрессантными эффектами. Но несмотря на перспективность препарата, терапия кетамином далеко не идеальна, так как может давать побочные эффекты и злоупотребления, поэтому исследователи сконцентрировались на выявлении соединений, которые имитируют благотворное воздействие кетамина. Поскольку  влияние психопластогенных препаратов на нейронную пластичность позволяет последующим стимулам изменять форму нейронных цепей, они должны производить относительно длительные изменения в поведении, которые выходят за рамки острых эффектов препарата. Хотя психопластогены предлагают много интересных возможностей для терапевтических вмешательств, важно учитывать потенциальные риски, связанные с содействием пластичности посредством активации mTOR. Чрезмерная стимуляция mTOR была связана с расстройством аутистического спектра и болезнью Альцгеймера, и поэтому необходимо провести больше исследований, чтобы твердо установить риски и преимущества, связанные с использованием этих соединений.
Значительный прогресс был достигнут в последние годы и дает надежду на то, что современные исследования кетамина, психоделиков и других психопластогенов приведут к безопасным и эффективным стратегиям использования нейронной пластичности для лечения расстройств настроения и тревоги, таких как депрессия и посттравматическое стрессовое расстройство (ПТСР). По мере роста числа психопластогенных соединений растут шансы на выявление следующего поколения лекарств для лечения нейропсихиатрических и нейродегенеративных заболеваний.

### Химия
Психопластогены бывают разных хемотипов, но являются мелкомолекулярными препаратами.

### Фармакология
Психоделики стимулируют спиноногенез и синаптогенез. Все вещества достоверно повышали количество дендритных шипиков, а также стимулировали образование новых синаптических контактов за счет усиления спиноногенеза, способствовали формированию структурно пластичных, функционально незрелых синапсов и действовали через увеличение плотности пресинаптических элементов.  Накопленные данные свидетельствуют о том, что активация рецепторов AMPA, TrkB и mTOR имеет решающее значение для влияния психопластогенов как на структурную пластичность. Механистически психопластогены, по-видимому, вызывают изменения в структуре нейронов, активируя мишень млекопитающих рапамицина (mTOR) - ключевого белка, участвующего в росте клеток, аутофагии и производстве белков, необходимых для образования синапсов и влияющего на поведение коры. Многие психопластогены, включая кетамин, психоделики и скополамин, увеличивают секрецию глутамата, который стимулирует mTOR путем активации рецепторов AMPA.

### Перспективы применения
Известно, что однократное введение психопластогенов у людей и грызунов оказывает долгое влияние, даже после того, как препарат был выведен из организма. Одна из основных проблем при использовании таких препаратов, как псилоцибин и кетамин, в клинических условиях связана с их относительно длительными галлюциногенными/диссоциативными свойствами, что требует госпитализации пациентов в течение длительных периодов времени. Соответственно, психоделики с более коротким действием, способствующие пластичности, такие как DMT, получают  преимущества за счет снижения расходов на здравоохранение. С появлением негаллюциногенных психопластогенов, возможно, можно было бы производить препараты, подходящие для домашнего применения. Исследователи предполагают, что однократное введение таких соединений может быть достаточным для получения устойчивых изменений в нейронных схемах, тем самым избегая потенциальных побочных эффектов, как у  пациентов, использующих традиционные антидепрессанты. Истинный терапевтический потенциал психопластогенов неизвестен, но возможности невероятно захватывающие и включают лечение инсульта, черепно-мозговой травмы и нейродегенеративных заболеваний.

Первой в мире страной, где психоделики официально являются частью терапии ПТСР и тревожных расстройств стала Австралия, затем к ней присоединились Израиль и США. Существуют строгие ограничения для пациентов, к лечению не допускаются люди с биполярными и диссоциативными расстройствами, шизофренией.